# Acer shirasawanum
Acer shirasawanum là một loài thực vật có hoa trong họ Bồ hòn. Loài này được Koidz. mô tả khoa học đầu tiên năm 1911.

## Hình ảnh

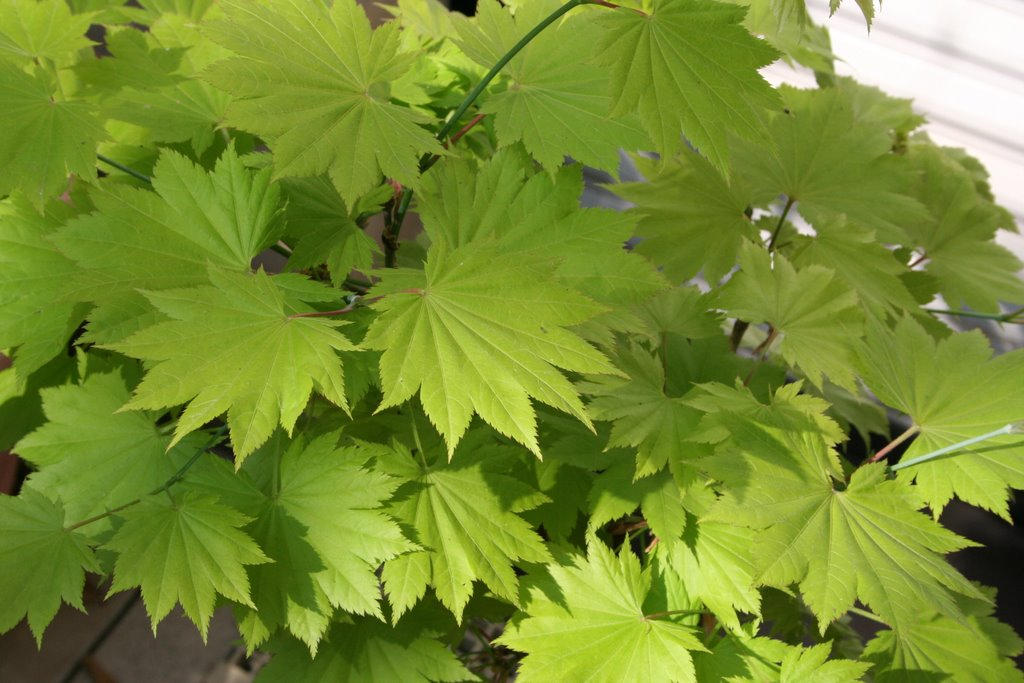
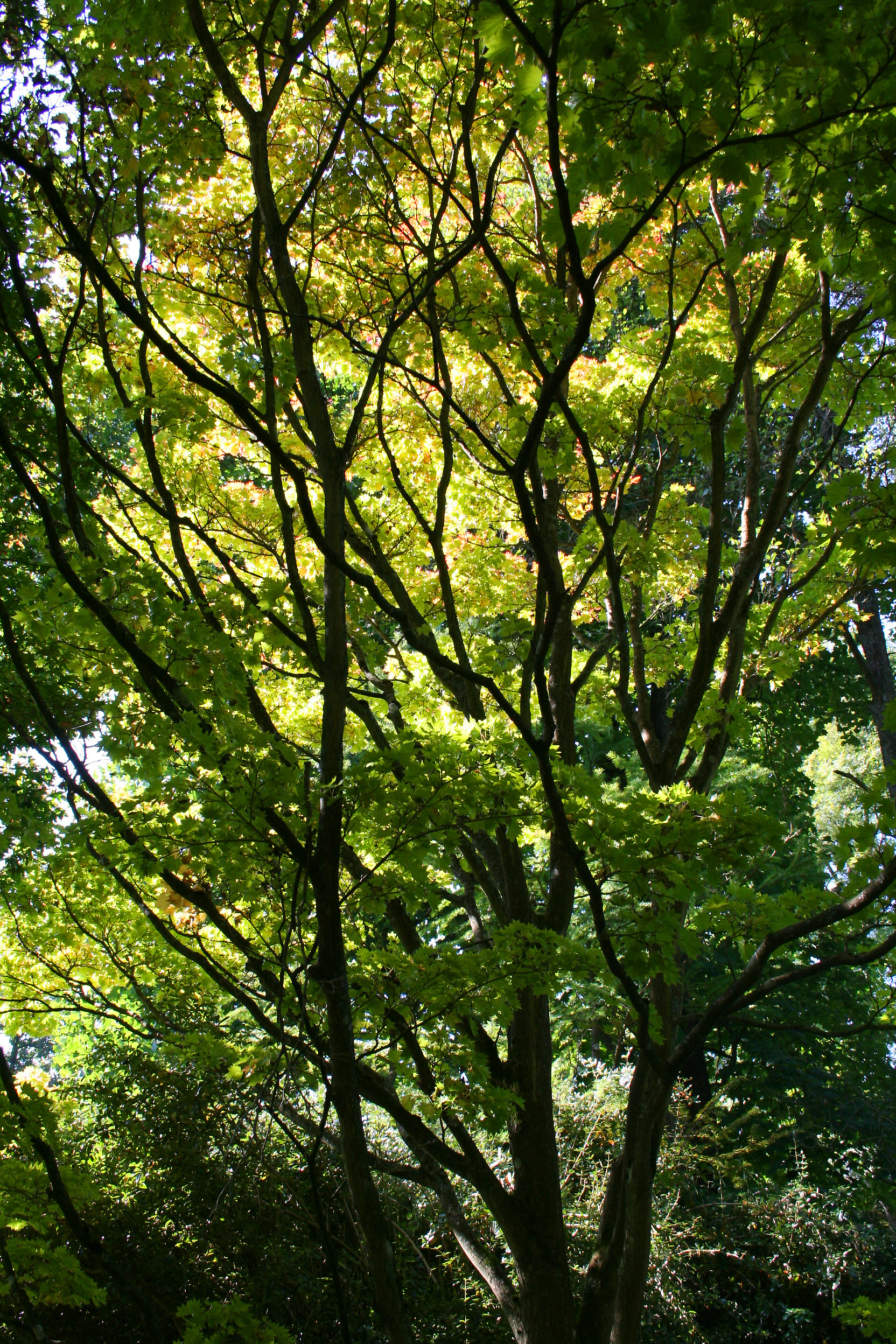
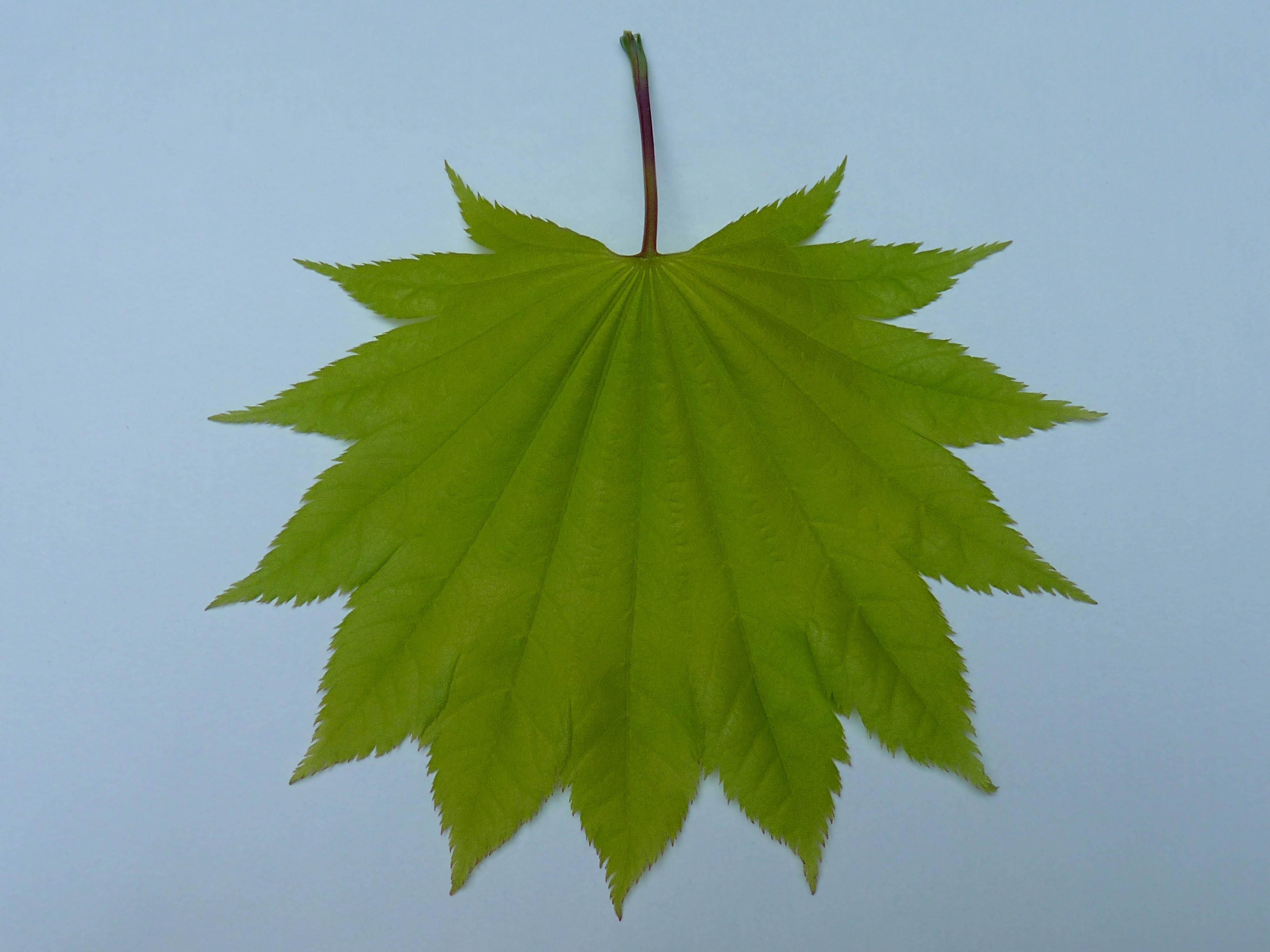
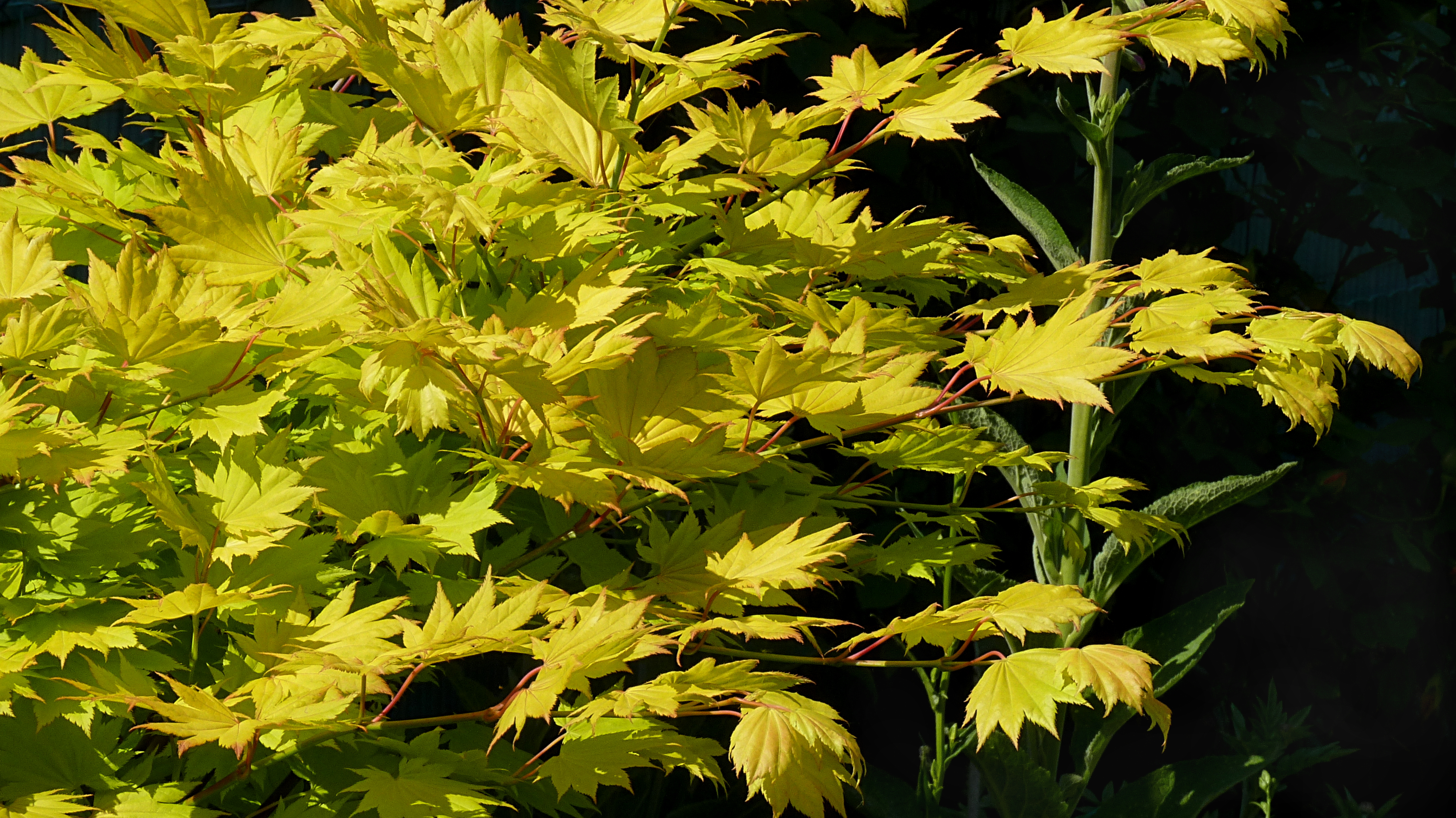